# 小昭
小昭全名韓昭，是金庸小说《倚天屠龙记》中的一名虛構角色，是靈蛇島主「銀葉先生」韩千叶和明教四大護教法王之首「紫衫龍王」黛綺絲之女，擁有四分之一的波斯人血統，容貌秀美絕倫，性格溫柔和順。小昭最初出场时是以孤儿婢女的身份在光明顶卧底，后因暗恋中土明教教主張無忌而成为他的貼身丫鬟，后成为波斯明教的教主。

## 概述
小昭為了母親黛绮丝而處心積慮，偽裝成一個不會武功的女孩，潛伏於西域崑崙山光明頂的明教總壇之中，在光明左使楊逍家中成為其女兒楊不悔身邊婢女，以便潛入明教秘道盜取失落多時的明教鎮教之寶「乾坤大挪移」心法，向波斯總教贖回母親身為波斯明教聖女的失貞之罪。
自入楊家後便一直隱藏身世，卻屢遭杨逍父女處處刁難，又被楊逍用玄鐵銬鐐扣住雙手以防偷襲，楊不悔甚至為保護父親想找機會殺她。
在認識新任明教教主张无忌後，小昭便被他的溫柔與風采折服，對其死心塌地，更希望永遠跟隨在他身邊，照顧他起居飲食，好好地服侍他。
最後在靈蛇島上為了解救被波斯明教教眾包圍的張無忌等人，自願替黛绮丝成為聖女，並隨母返回波斯以贖其罪愆。
金庸在書中形容她「雙目湛湛有神，修眉端鼻，頰邊微現梨渦，直是秀美無倫，只是年紀幼小，身材尚未長成，雖然容色絕麗，卻掩不住容顏中的稚氣」，虽然年幼，但其美貌連趙敏都心生妒忌。
金庸在後記曾提到小昭是他在書中最喜愛的角色。

## 影视形象

### 電視劇
- 陈玉莲：香港無綫電視《倚天屠龍記》（1978年）
- 田丽：臺灣台視《倚天屠龍記》（1984年）
- 邵美琪：香港無綫電視《倚天屠龍記》（1986年）
- 陈孝萱：臺灣台視《倚天屠龍記》（1994年）
- 江希文：香港無綫電視《倚天屠龍記》（2001年）
- 陈秀丽：中國亞環影音《倚天屠龍記》（2003年）
- 何琢言：中國華誼兄弟、華夏視聽聯合出品《倚天屠龍記》（2009年）
- 许雅婷：中國華夏視聽、企鵝影視聯合出品《倚天屠龍記》（2019年）

### 電影
- 李红：《倚天屠龍記》（1963年，1965年）（第一及第二集），香港粵語長片，峨嵋電影公司
- 郑丽芳：《倚天屠龍記》及《倚天屠龍記大結局》(1978年)，邵氏公司
- 邱淑贞：《倚天屠龍記之魔教教主》（1993年），香港永盛電影公司
- 雲千千：《倚天屠龍記之九陽神功》、《倚天屠龍記之聖火雄風》（2022年），星王朝